# Frágil (banda)
Frágil es un grupo peruano de rock progresivo fundado en agosto de 1976 en la ciudad de Lima. Es considerado uno de los grupos más importantes del rock peruano debido a su trascendencia y calidad musical.
Fue el primer grupo masivo de su época, a pesar de que su estilo progresivo era propio de la década de los setenta. Grabaron en 1981 el segundo videoclip hecho en Perú: Avenida Larco, su canción más emblemática.

## Historia
Durante la década de los 70, Octavio Castillo, César Bustamante y Luis Valderrama ya hacían música, luego se integraría Harry Anton en batería, sin embargo es en 1976 con el ingreso de Andrés Dulude que se formaría Frágil. La banda empezó tocando temas en inglés, luego Harry Anton fue sustituido por Arturo Creamer.
En 1981 la banda lanza su primera producción Avenida Larco, grabando un videoclip para el tema Avenida Larco: el primer vídeo musical realizado en el Perú. 
En 1983 durante un viaje a Argentina, Andrés Dulude se separa de la banda, y viaja a México para integrarse como corista de la orquesta de Rulli Rendo. Debido a ello se integró al grupo una cantante argentina llamada Piñin Folgado, con ella sacaron el sencillo Nave Blanca y Antihéroes, temas que tendrían sus respectivos videoclips. 
En 1988 Andrés Dulude retorna al grupo y lanzan su segunda producción titulada Serranío en 1989 esta vez con un nuevo baterista: Jorge Durand de tan solo 17 años, quien se quedará hasta la actualidad en FRÁGIL, grabando todas las siguientes producciones. 
Ese mismo año lanzan el disco recopilatorio titulado homónimamente Frágil. 
En 1992 entran a grabar su tercera producción de estudio titulada Cuento Real, grabada en Nueva Jersey, donde el aspecto social prima como una filosofía perenne. Para este disco la banda estaría alineada con Andrés Dulude en voz, Luis Valderrama en guitarra, César Bustamante en bajo, Octavio Castillo en teclados y flauta y Jorge Durand en la batería. 
Ese mismo año Jorge Pardo  es reclutado como vocalista acompañándolos por un periodo de casi dos años, retirándose del grupo en busca de una identidad propia como solista, luego reclutaron a Santino de La Torre para lanzar su cuarta y última producción de estudio Alunado en 1997, donde incluye nuevas versiones Avenida Larco, interpretados por Santino de La Torre. Posteriormente, Santino dejó el grupo.
En 1999, regresa a la banda Andrés Dulude y en diciembre de ese año graban el álbum en vivo Sorpresa del Tiempo en el "Muelle Uno" en la costa de Lima , con una orquesta sinfónica. El álbum se editaría en 2003 con el apoyo del sello francés Musea Records.
En 2013 Andrés Dulude informa a través de un comunicado que sale del grupo. Andrés se había presentado con el Grupo en varios conciertos y actividades conjuntas desde ese año.
Alex Rojas, quien fue cantante invitado, se convierte en vocalista permanente de la banda.

## Músicos
- Álex Rojas: voz principal, coros.

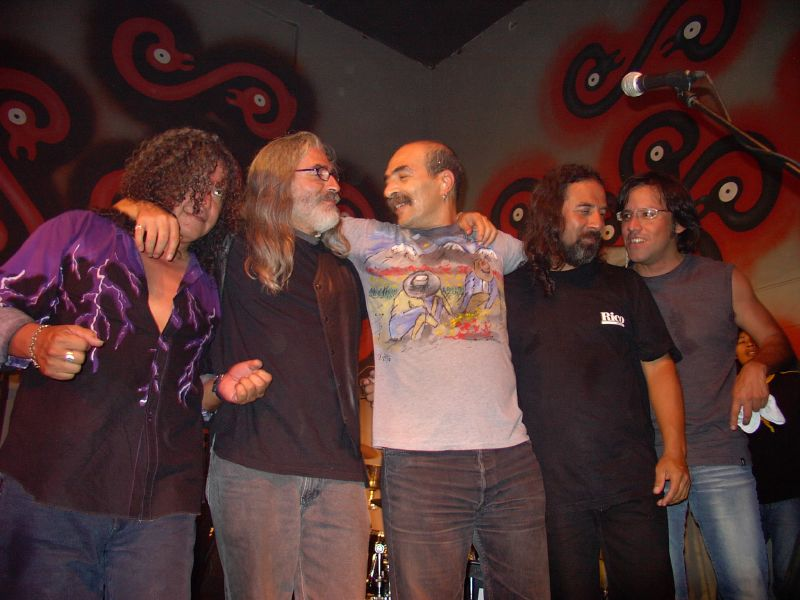
Músicos de Frágil.

- Octavio Castillo: sintetizadores, lap steel, mandolina, flauta traversa, quena traversa, Hammond B3, ocarinas, percusión andina, coros.
- César Bustamante: Bajo, guitarra 12 cuerdas, melotrón, piano eléctrico, percusión andina, coros.
- Jorge Durand: Batería, percusión, percusión andina, coros.
- Luis Valderrama: Guitarra eléctrica, guitarra clásica, guitarra acústica.

## Discografía

### Álbumes de estudio
- Avenida Larco (1981)
- Serranio (1990)
- Cuento real (1992)
- Alunado (1995)

### Álbumes en directo
- Sorpresa del tiempo (2003)

### Compilaciones
- Frágil (1990)

### Sencillos
- La Nave Blanca / Alrededor (con Piñín Folgado) (1984)
- Antihéroes (con Piñín Folgado) (Nunca fue editado) (1985)
- Ángel (con Álex Rojas) (2016)
- Maldito Amor (2017)